# Fragua Social
Fragua Social fue un periódico editado por la Confederación Nacional del Trabajo (CNT) en la región de Valencia, España entre 1936 y 1939. 
En julio de 1936 milicianos valencianos incautaron el diario Las Provincias y en sus talleres imprimen el inicialmente unitario Fragua Social, que posteriormente quedaría como órgano de la CNT en Valencia. El periódico trató de ser algo más que un rotativo sindical, y parece que lo consiguió, acompañando las opiniones con informaciones generales, espectáculos y caricaturas de Vas y Muro. Era su director Manuel Villar Mingo. Dejó de editarse en 1939, Ramón Rufat lo hizo reaparecer clandestinamente a partir de 1944 y en la democracia salió por temporadas.
Como portavoz de la CNT alcanzó más de 800 números y tuvo una tirada de 40.000 ejemplares. Entre sus redactores figuraron Jesús Muro, Félix Paredes, Enrique López Alarcón, Gastón Leval, Juan López, etc. Dirigido por Manuel Villar Mingo.
Luego de 1939 apareció clandestinamente durante el régimen franquista. Se edita como semanario, alcanzando los 6000 ejemplares de tirada entre 1944 y 1946. Se editó en varias épocas distintas, con varias interrupciones y relanzamientos. 
Tras la muerte de Francisco Franco, volvió a salir en 1976 (Alicante y Valencia) como portavoz regional de CNT del País Valenciano, llegando a 25 números hasta 1980 que fue autodisuelto tras las divisiones internas entre CNT-Renovada (actual CGT, Confederación General del Trabajo) y la CNT-Histórica (actual CNT-AIT) Volvió a editarse entre 1994 y 1999, con 30 números.
Existió un periódico homónimo en Caracas, 1963, portavoz de la CNT reunificada de Venezuela, pero apenas alcanzó 3 números.
En el año 2006, la CGT en Valencia recuperó el nombre de la cabecera, editando dos boletines en papel. 
Fue rescatado nuevamente y está siendo editado en la actualidad por CNT AIT Levante desde 2014, retomando su inicial sentido de periódico, como boletín informativo, representando y dando voz a casi una veintena de sindicatos de la Confederación Nacional del Trabajo adherida a la AIT.

Twitter de Fragua Social - 